# Olivier Meyrou
Olivier Meyrou, né le 9 février 1966 à Antony (Seine), est un réalisateur de documentaires français.

## Biographie
Après des études universitaires en littérature et communication, il entre à la Fémis dont il sort diplômé du département production en 1993. Il étudie ensuite à New York où il réalise deux documentaires. 

## Vie privée
Le 8 juin 2013, il se marie avec l'homme politique Christophe Girard avec comme témoins Bertrand Delanoë et Mazarine Pingeot ; Anne Hidalgo célèbre la cérémonie de mariage à la mairie du 4e arrondissement de Paris.

## Filmographie
- 1996 : My Own Little Gay America
- 2004 : Bye Bye Apartheid
- 2006 : Au-delà de la haine
- 2007 : Célébration
- 2008 : L'Avocat du diable
- 2011 : Acrobate
- 2013 : Parade
- 2018 : Célébration (documentaire sur Yves Saint Laurent)

## Théâtre
- 2013-2015: Acrobate (création au Théâtre Monfort à Paris, 180 dates en tournées)
- 2015-2016: La petite fille aux allumettes (au Studio de la Comédie Française)
- 2015: Tu (création aux subsistances à Lyon)
- 2017: La Fuite (première présentation à la Villa Médicis en parallèle de la présence de TU au Festival Roma Europa)

## Cirque
- 2019-2020: ‘’La Der des Der’’ (création avec l’école de cirque Sol’Air, Cherbourg-en-Cotentin)
- 2020-2021: ‘’La Tribu ou le portrait d’une génération plongée (malgré elle) dans une époque (vraiment) tumultueuse’’ (création avec l’école de cirque Sol’Air, Cherbourg-en-Cotentin)

## Distinctions

### Récompenses
- 2006 : Teddy Award à la Berlinale pour Au-delà de la haine
- 2010 : Prix du documentaire au Festival international du film policier de Liège

### Nominations
- 2007 : Sélection Panorama à la Berlinale pour Célébration
- 2006 : Sélection à la Berlinale pour Au-delà de la haine
- 2013: Sélection Panorama à la Berlinale pour Parade